# Jan Wallén
Jan Oskar Wallén, född 6 juni 1935 i Kristianstad, är en svensk sportskytt. Han tävlade för Göteborgs Sportskyttar.
Wallén tävlade för Sverige vid olympiska sommarspelen 1960 i Rom, där han slutade på 10:e plats i snabbpistol.
Wallén blev svensk mästare i snabbpistol 1958 och 1959. 1960 tilldelades han Stora grabbars märke.